# Самкут
Самкут — упразднённая деревня в Заларинском районе Иркутской области России. Входила в состав Новочеремховского муниципального образования. 

## История
Населённый пункт основан в 1870 году.

## Население
На 1926 год заимка, её население составляло 177 человек (в том числе 86 мужчин, 91 женщина), дворов — 29.
| 1926 | 1959 | 1970 | 1979 | 1989 |
| ---- | ---- | ---- | ---- | ---- |
| 177  | 138  | 60   | 6    | 0    |

.
В 1989 году населённый пункт Самкут был упразднён в связи с отсутствием постоянного населения.